# Ainbo: Spirit of the Amazon
Ainbo: Spirit of the Amazon (bra: Ainbo - A Guerreira da Amazônia; prt: Ainbo: Espírito da Amazónia) é um filme de animação 3D peruano-holandês-alemão dirigido por José Zelada e Richard Claus, com história de José Zelada. No Brasil, foi lançado nos cinemas pela Paris Filmes em 30 de setembro de 2021.

## Sinopse
Uma menina nasceu e cresceu na selva mais profunda da Amazônia, o Candámo. Ela vive em uma civilização desconhecida que repousa sobre as costas do Espírito Materno mais poderoso da Amazônia, Turtle Motelo Mama. Um dia ela descobre que sua terra natal está sendo ameaçada e percebe que existem outros humanos no mundo além de seu povo. Enquanto ela luta para salvar seu paraíso contra a ganância e exploração de crianças, extração de madeira e mineração ilegal, ela começa a lutar para reverter essa destruição e o mal iminente dos Yacuruna, a escuridão que vive na Amazônia. Pendurado em um bosque, Ainbo chama Motelo Mama. O espírito da Amazônia emerge da cachoeira. O espírito diz a ela que apenas Ainbo pode salvar a vila. Depois disso, ela é guiada por seus espíritos animais, Vaca e Dillo, para salvar sua terra e salvar seu povo antes que seja tarde demais.

## Recepção
No The Guardian, Cath Clark avaliou o filme com 3/5 estrelas dizendo que é "uma animação familiar do Peru que conta um conto mágico na Amazônia com um elenco de criaturas mitológicas da lenda da floresta tropical - e mais importante, é contada a partir da perspectiva de personagens indígenas."